# ماساکی کوبایاشی
ماساکی کوبایاشی (به ژاپنی: 小林 正樹 Kobayashi Masaki)، (زادهٔ ۱۴ فوریه ۱۹۱۶ – درگذشتهٔ ۴ اکتبر ۱۹۹۵) کارگردانی ژاپنی بود.

## زندگی
او در ۱۹۴۱ به عنوان کارگردان کارآموز در استودیوی فیلم‌سازی شوچیکو مشغول به کار شد ولی کمی بعد مجبور شد به ارتش بپیوندد و به منچوری اعزام شد. او انسانی صلح‌جو بود و به همین دلیل هرگز در مدت خدمت رتبه‌اش از سرباز صفر بالاتر نرفت. او اسیر جنگی شد و در سال ۱۹۴۶ پس از آزاد شدن، دوباره به استودیوی شوچیکو برگشت و به عنوان دستیار کارگردان کیسوکه کینوشیتا مشغول به کار شد.
او از ۱۹۵۹ تا ۱۹۶۱، فیلم‌های سه‌گانهٔ وضعیت بشر را کارگردانی کرد که به نتایج جنگ جهانی دوم بر یک ژاپنی صلح‌جو و سوسیالیست می‌پرداخت.
در سال ۱۹۶۲ فیلم هاراکیری را کارگردانی کرد که جایزهٔ هیئت داوران جشنواره فیلم کن ۱۹۶۳ را از آن خود کرد.
در سال ۱۹۶۴، فیلم کوایدان را کارگردانی کرد که از روی چهار داستان از کتاب‌های لافکادیو هرن اقتباس شده بود و جایزهٔ ویژه هیئت داوران جشنواره فیلم کن ۱۹۶۵ را از آن خود کرد و نامزد جایزه اسکار بهترین فیلم غیر انگلیسی‌زبان شد.
کوبایاشی در سال ۱۹۶۹ به عنوان داور نوزدهمین جشنواره بین‌المللی فیلم برلین انتخاب شد.

## فیلم‌ها
در زیر فهرست فیلم‌هایی که او کارگردانی کرده آمده‌است:
- ۱۹۵۲: جوانی پسرم (Musuko no seishun)
- ۱۹۵۳: اتاق با دیوارهای ضخیم (Kabe atsuki heya)
- ۱۹۵۳: صمیمیت (Magokoro)
- ۱۹۵۴: سه عشق (Mittsu no ai)
- ۱۹۵۴: جایی زیر آسمان گسترده (Kono hiroi sora no dokoka ni)
- ۱۹۵۵: روزهای زیبا (Uruwashiki saigetsu)
- ۱۹۵۶: بهار (Izumi)
- ۱۹۵۶: من تو را می‌خرم (Anata kaimasu)
- ۱۹۵۷: رودخانهٔ سیاه (Kuroi kawa)
- ۱۹۵۹–۱۹۶۱: سه‌گانه وضعیت بشر (Ningen no jōken)
  - ۱۹۵۹: عشق بزرگتری نه
  - ۱۹۵۹: جاده‌ای به جاودانگی
  - ۱۹۶۱: دعای یک سرباز
- ۱۹۶۲: میراث (Karami-ai)
- ۱۹۶۲: هاراکیری (Seppuku)
- ۱۹۶۴: کوایدان
- ۱۹۶۷: شورش سامورایی (Jōi-uchi: Hairyō-tsuma shimatsu)
- ۱۹۶۸: سرودی برای یک مرد سوم (Nihon no seishun)
- ۱۹۷۱: مهمانسرای شیطان (Inochi bō ni furō)
- ۱۹۷۵: سنگواره (Kaseki)
- ۱۹۷۹: پاییز درخشان (Moeru aki)
- ۱۹۸۳: دادرسی توکیو (Tōkyō saiban)
- ۱۹۸۵: خانواده‌ای بدون میز شام (Shokutaku no nai ie)